# ريتشارد فايل
ريتشارد فايل (بالإنجليزية: Richard Vale)‏ هو سياسي أسترالي، ولد في 30 أغسطس 1836، وتوفي في 18 يونيو 1916. انتخب عضو الجمعية التشريعية فيكتوريا.